# Danzas de España (programa de televisión)
Danzas de España fue un concurso de televisión, emitido por TVE en 1966 y presentado por Jesús Álvarez García. 

## Mecánica
Se trata del primer concurso de baile, en este caso regional, en la historia de la televisión en España. Los equipos participantes representaban cada uno de ellos a una provincia española y representaban el baile típico del lugar. Iban superando etapas y eliminatorias sometidos a la decisión de un jurado hasta llegar a la gran final.